# 郑州公交104路
郑州公交104路是郑州市内一条公共汽车线路，开通于1988年4月1日，曾经为无轨电车线路。

## 线路历史
104路电车开通于1988年4月1日，线路从紫荆山经金水路、建设路至郑棉六厂，全长8公里，票价0.30元，使用上海牌SK561G型铰接无轨电车。1994年，因受金水路“四桥一路”工程施工的影响，本线曾暂时停运。
90年代后期，15台上海牌SK5105GP无轨电车投入本线运营。2001年，本线用车重新更换回上海牌SK561G型铰接电车，以及部分沈凤牌铰接电车。2003年，15辆二踏级武汉扬子江WGD61U型电车投入104路运营，104路配车由5辆SK5105GP和15辆WGD61U混合运营。2004年底，又有5台扬子江WGD68U型电车投入本线运营，SK5105GP全部调入101路。
2009年起，受郑州地铁1号线施工影响，郑州无轨电车陆续暂停运营。2010年1月2日晚九点，在紫荆山举办“郑州公交电车暂停 汽车替代运营交接仪式”后，本线开出最后一班无轨电车，很多电车迷前来乘坐。之后本线改由汽车运营，用车更换为宇通ZK6108HG型柴油动力公交车。
2013年6月，104路获得全国“工人先锋号”称号。

## 线路基本资料

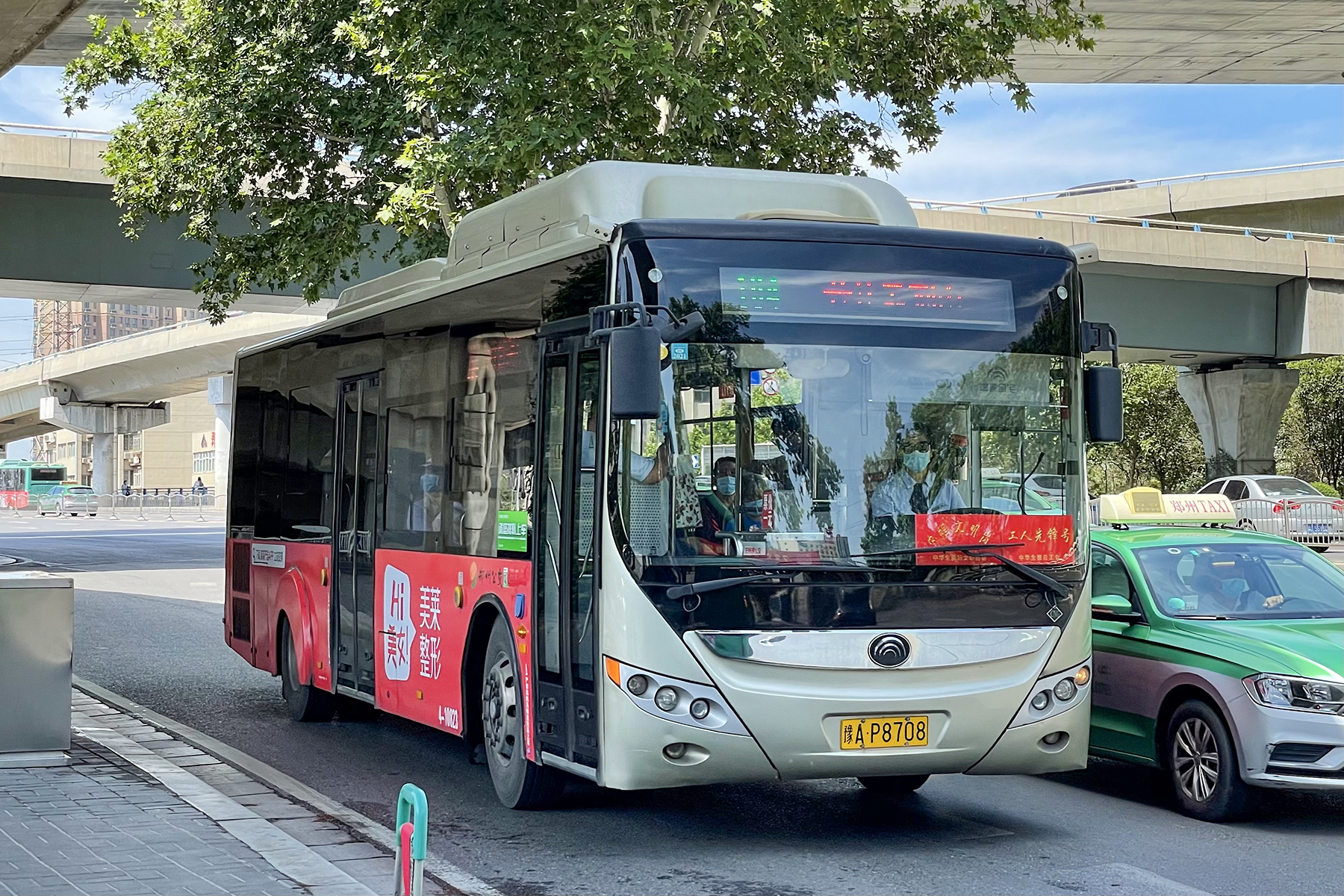
行驶在金水路上的104路，车头位置可见摆放的全国“工人先锋号”、全国“巾帼文明岗”标识

### 线路走向
- 下行：紫荆山金水路西→建设路国棉六厂
  - 自紫荆山金水路西起经金水路、建设路至国棉六厂止。
- 上行：建设路国棉六厂→紫荆山金水路西
  - 自国棉六厂起经建设路、金水路至紫荆山金水路西止。

### 服务时间
- 紫荆山金水路西：06:00～21:30
- 建设路国棉六厂：06:00～21:30

### 收费
- 全程单价RMB¥1，无人售票，支持绿城通（普通储值卡8折，成人月票5折，学生月票2.5折，老年卡免费）、微信/支付宝乘车码及银联云闪付。

### 与郑州地铁的换乘
- █ 1号线：紫荆山、碧沙岗、五一公园
- █ 2号线：紫荆山
- █ 3号线：大石桥
- █ 5号线：五一公园

### 停站
104路各停靠站点如下表所示：
| 下行站序 | 上行站序 | 站名           | 所在道路 | 轨交换乘                   | 周边地点                                               |
| 1        | 12       | 紫荆山金水路西 | 金水路   | 12 紫荆山                  | 河南饭店、人民广场                                     |
| 2        | 11       | 新通桥         | 金水路   |                            | 润华商务花园、友谊四季广场、河南省商务厅               |
| 3        | 10       | 大石桥         | 金水路   | 3 大石桥                   | SOHO广场、郑州市妇幼保健院、郑州杂技馆                 |
| 4        | 9        | 金水路沙口路   | 金水路   |                            | 金沙小区、时尚PARTY                                    |
| 5        | 8        | 医学院         | 建设路   | 郑州大学第一附属医院       |                                                        |
| 6        | 7        | 炮院           | 建设路   | 陆军炮兵防空兵学院郑州校区 |                                                        |
| 7        | 6        | 碧沙岗公园北门 | 建设路   | 碧沙岗公园                 |                                                        |
| 8        | 5        | 碧沙岗         | 建设路   | 1 碧沙岗                   | 泰隆大厦、郑州艺术宫                                   |
| 9        | 4        | 建设路工人路   | 建设路   |                            | 鑫苑国际广场、郑州市房地产大厦、河南省工人文化体育中心 |
| 10       | 3        | 建设路文化宫路 | 建设路   | 15 五一公园                | 五一公园、郑州市总工会、华亚广场                       |
| 11       | 2        | 建设路桐柏路   | 建设路   | 15 五一公园                | 盛润美丽源、郑州二十四中                               |
| 12       | 1        | 建设路国棉六厂 | 建设路   |                            | 建西社区、郑州市金融学校                               |

## 意外事故
- 2002年3月25日，一辆104路电车行驶至金水路与杜岭街交叉口东侧时，撞上路边的一棵法国梧桐行道树，导致8人受伤送医[8]。